# Landesgesundheitsrat Bayern
Der Landesgesundheitsrat Bayern (LGR) berät gemäß dem Gesetz über den Landesgesundheitsrat vom 24. Juli 2007 den Bayerischen Landtag und die Bayerische Staatsregierung in allen Fragen des Gesundheitswesens. Damit trägt er zur Entscheidungsfindung über gesundheitliche Themen in Bayern bei. Er tagt viermal jährlich. Die Geschäftsstelle des Landesgesundheitsrats Bayern ist im Gebäude des Bayerischen Staatsministeriums für Gesundheit und Pflege angesiedelt.

## Geschichte
Mit dem Gesetz über die Schaffung eines Landesgesundheitsrates vom 12. August 1953 wurde der Bayerische Landesgesundheitsrat als unabhängiges gesundheitspolitisches Beratungsgremium der auf dem Gebiet des Gesundheitswesens tätigen Kräfte gegründet. Der Landesgesundheitsrat sollte kein Fachgremium, sondern ein gesundheitspolitisches Forum sein.

## Zusammensetzung
Der Landesgesundheitsrat setzt sich aus 30 Personen und ebenso vielen Stellvertretern zusammen, die auf dem Gebiet des Gesundheitswesens erfahrenen sind. 10 Mitglieder werden von den Fraktionen der im Bayerischen Landtag vertretenen Parteien entsprechend ihrem Stärkeverhältnis für die Dauer der Legislaturperiode des Landtags nominiert. Weitere 20 Mitglieder werden aus auf dem Gebiet des Gesundheitswesens tätigen Körperschaften und Verbänden vorgeschlagen und vom Landtag bestätigt:
- Arbeitsgemeinschaft zur Förderung der Pflegeberufe in Bayern
- Bayerische Krankenhausgesellschaft e. V.
- Bayerische Landesapothekerkammer
- Bayerische Landesärztekammer
- Bayerische Landeskammer der Psychologischen Psychotherapeuten und der Kinder- und Jugendlichen-Psychotherapeuten
- Bayerische Landestierärztekammer
- Bayerische Landeszahnärztekammer
- Deutsche Rentenversicherung – Bayern Süd
- Heilpraktikerverband Bayern e. V.
- Interessengemeinschaft bayerischer Heilmittelverbände IBH e. V.
- Kommunale Spitzenverbände in Bayern
- Landesarbeitsgemeinschaft der freien Wohlfahrtspflege in Bayern
- Landesverband Südost der Deutschen Gesetzlichen Unfallversicherung
- Medizinische Fakultäten der bayerischen Universitäten
- Ärzteverband öffentlicher Gesundheitsdienst Bayern e. V.
- Patientenfürsprecher auf Vorschlag der Bayerischen Krankenhausgesellschaft
- Selbsthilfekoordination Bayern und Landesarbeitsgemeinschaft Selbsthilfe von Menschen mit Behinderung und chronischen Erkrankungen und ihrer Angehörigen in Bayern e. V. mit alternierender Vertretung
- VdK Landesverband Bayern e. V.
- Arbeitsgemeinschaft der Krankenkassenverbände in Bayern
- Verband der privaten Krankenversicherung e. V.

Eine enge Zusammenarbeit mit der Landeszentrale für Gesundheit und dem Bayerischen Landesamt für Gesundheit und Lebensmittelsicherheit ist gemäß  § 3 des Gesetzes über den Landesgesundheitsrat anzustreben. Die Kassenärztliche Vereinigung Bayerns und die Kassenzahnärztliche Vereinigung Bayerns gehören dem Landesgesundheitsrat nicht an.

## Vorstand
Der Landesgesundheitsrat wird durch einen dreiköpfigen Vorstand geführt, der zuletzt am 18. März 2024 neu gewählt wurde:
- Carolina Trautner (Vorsitzende)
- Lars Maier (stellvertretender Vorsitzender)
- Hermann Imhof (Schriftführer)

Frühere Vorsitzende waren u. a. Klaus Holetschek, Kathrin Sonnenholzner und Thomas Zimmermann.